# Pterodontia westwoodi
Pterodontia westwoodi är en tvåvingeart som beskrevs av Curtis W. Sabrosky 1948. Pterodontia westwoodi ingår i släktet Pterodontia och familjen kulflugor. Inga underarter finns listade i Catalogue of Life.